# Aspilia africana
Aspilia africana là một loài thực vật có hoa trong họ Cúc. Loài này được (Pers.) C.D.Adams mô tả khoa học đầu tiên năm 1956.